# Campeonato Asiático de Balonmano Masculino de 2018
El Campeonato Asiático de Balonmano Masculino de 2018 es la 18.ª edición del Campeonato Asiático de Balonmano. Tuvo lugar en Suwon, Corea del Sur.
Se celebró entre el 18 de enero y el 28 de enero de 2018.

## Sedes
- Gimnasio Suwon
Capacidad: 5,145
- Gimnasio Seo-Suwon Chilbo
Capacidad: 4,411

## Árbitros
| Árbitros | Árbitros                           |
| -------- | ---------------------------------- |
| Baréin   | Hussain Al-Mawt Samir Marhoon      |
| China    | Cheng Yufeng Zhou Yunlei           |
| Alemania | Robert Schulze Tobias Tönnies      |
| Irán     | Alireza Mousavian Majid Kolahduzan |
| Irak     | Fadhil Imran Khalid Hussein        |

| Árbitros      | Árbitros                         |
| ------------- | -------------------------------- |
| Japón         | Kiyoshi Hizaki Tomokazu Ikebuchi |
| Jordania      | Akram Al-Zayat Yasser Awad       |
| Montenegro    | Ivan Pavićević Miloš Ražnatović  |
| Corea del Sur | Koo Bo-nok Lee Se-ok             |
| Corea del Sur | Lee Gae-ul Lee Eun-ha            |

## Fase Preliminar

### Grupo A
| Equipo     | J | G | E | P | GF | GC | DG  | PTS |
| ---------- | - | - | - | - | -- | -- | --- | --- |
| Irán       | 2 | 2 | 0 | 0 | 74 | 50 | +24 | 4   |
| Japón      | 2 | 1 | 0 | 1 | 70 | 64 | +6  | 2   |
| Uzbekistán | 2 | 0 | 0 | 2 | 45 | 75 | -30 | 0   |

- Uzbekistán 27-38  Japón
- Irán 37-18  Uzbekistán
- Japón 32-37  Irán

### Grupo B
| Equipo    | J | G | E | P | GF | GC | DG  | PTS |
| --------- | - | - | - | - | -- | -- | --- | --- |
| Baréin    | 2 | 2 | 0 | 0 | 63 | 33 | +30 | 4   |
| Omán      | 2 | 1 | 0 | 1 | 56 | 49 | +7  | 2   |
| Australia | 2 | 0 | 0 | 2 | 29 | 66 | -37 | 0   |

- Australia 10-33  Baréin
- Omán 33-19  Australia
- Baréin 30-23  Omán

### Grupo C
| Equipo                 | J | G | E | P | GF  | GC  | DG  | PTS |
| ---------------------- | - | - | - | - | --- | --- | --- | --- |
| Corea del Sur          | 3 | 3 | 0 | 0 | 102 | 63  | +39 | 6   |
| Emiratos Árabes Unidos | 3 | 2 | 0 | 1 | 97  | 59  | +38 | 4   |
| India                  | 3 | 1 | 0 | 2 | 87  | 87  | 0   | 2   |
| Bangladés              | 3 | 0 | 0 | 3 | 46  | 123 | -77 | 0   |

- Bangladés 20-46  Corea del Sur
- India 23-41  Emiratos Árabes Unidos
- India 23-35  Corea del Sur
- Bangladés 15-36  Emiratos Árabes Unidos
- Emiratos Árabes Unidos 20-21  Corea del Sur
- Bangladés 11-41  India

### Grupo D
| Equipo         | J | G | E | P | GF  | GC  | DG  | PTS |
| -------------- | - | - | - | - | --- | --- | --- | --- |
| Catar          | 3 | 3 | 0 | 0 | 122 | 53  | +69 | 6   |
| Arabia Saudita | 3 | 2 | 0 | 1 | 92  | 66  | +26 | 4   |
| China          | 3 | 1 | 0 | 2 | 74  | 78  | -4  | 2   |
| Nueva Zelanda  | 3 | 0 | 0 | 3 | 40  | 131 | -91 | 0   |

- China 24-30  Arabia Saudita
- Nueva Zelanda 14-58  Catar
- China 19-34  Catar
- Nueva Zelanda 12-42  Arabia Saudita
- Nueva Zelanda 14-31  China
- Arabia Saudita 20-30  Catar

## Ronda principal

### Grupo 1
| Equipo         | J | G | E | P | GF | GC | DG  | PTS |
| -------------- | - | - | - | - | -- | -- | --- | --- |
| Arabia Saudita | 3 | 3 | 0 | 0 | 78 | 66 | +12 | 6   |
| Corea del Sur  | 3 | 2 | 0 | 1 | 80 | 78 | +2  | 4   |
| Irán           | 3 | 1 | 0 | 2 | 88 | 79 | +8  | 2   |
| Omán           | 3 | 0 | 0 | 3 | 72 | 95 | -23 | 0   |

- Arabia Saudita 26-23  Irán
- Corea del Sur 29-27  Omán
- Omán 20-26  Arabia Saudita
- Irán 25-28  Corea del Sur
- Arabia Saudita 26-23  Corea del Sur
- Irán 40-25  Omán

### Grupo 2
| Equipo                 | J | G | E | P | GF  | GC | DG  | PTS |
| ---------------------- | - | - | - | - | --- | -- | --- | --- |
| Catar                  | 3 | 3 | 0 | 0 | 103 | 64 | +39 | 6   |
| Baréin                 | 3 | 2 | 0 | 1 | 78  | 72 | +6  | 4   |
| Japón                  | 3 | 1 | 0 | 2 | 71  | 89 | -18 | 2   |
| Emiratos Árabes Unidos | 3 | 0 | 0 | 3 | 62  | 89 | -27 | 0   |

- Catar 40-23  Japón
- Emiratos Árabes Unidos 22-28  Baréin
- Baréin 21-29  Catar
- Japón 27-20  Emiratos Árabes Unidos
- Japón 21-29  Baréin
- Catar 34-20  Emiratos Árabes Unidos

## Fase final
|  | Semifinales         | Semifinales |                        |    | Final | Final |
|  |                     |             |                        |    |       |       |
|  | 26 de enero de 2017 |             |                        |    |       |       |
|  |                     |             |                        |    |       |       |
|  | Arabia Saudita      | 22          |                        |    |       |       |
|  | Arabia Saudita      | 22          | 28 de enero de 2017    |    |       |       |
|  | Baréin              | 24          |                        |    |       |       |
|  | Baréin              | 24          | Baréin                 | 31 |       |       |
|  | 26 de enero de 2017 |             | Baréin                 | 31 |       |       |
|  |                     | Qatar       | 33                     |    |       |       |
|  | Qatar               | Qatar       | 33                     | 32 |       |       |
|  | Qatar               |             |                        | 32 |       |       |
|  | Corea del Sur       | 21          |                        |    |       |       |
|  | Corea del Sur       | 21          | Tercer y cuarto puesto |    |       |       |
|  |                     |             |                        |    |       |       |
|  | 28 de enero de 2017 |             |                        |    |       |       |
|  |                     |             |                        |    |       |       |
|  | Arabia Saudita      | 21          |                        |    |       |       |
|  | Arabia Saudita      | 21          |                        |    |       |       |
|  | Corea del Sur       | 29          |                        |    |       |       |

## Clasificación final
|  | Selecciones clasificadas para el Campeonato Mundial de 2019 |

| Ranking           | Selección              |
| ----------------- | ---------------------- |
| Medalla de oro    | Qatar                  |
| Medalla de plata  | Baréin                 |
| Medalla de bronce | Corea del Sur          |
| 4                 | Arabia Saudita         |
| 5                 | Irán                   |
| 6                 | Japón                  |
| 7                 | Emiratos Árabes Unidos |
| 8                 | Omán                   |
| 9                 | China                  |
| 10                | Uzbekistán             |
| 11                | Australia              |
| 12                | India                  |
| 13                | Bangladés              |
| 14                | Nueva Zelanda          |